# Eddie Aikau

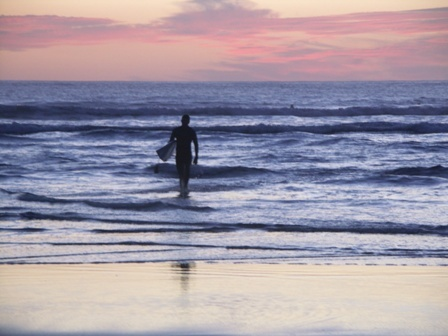
Eddie Aikau vivió para el surf, por los demás y por la Naturaleza.

Eddie Aikau nació como Edward Ryan Makua Hanai Aikau el 4 de mayo de 1946 y murió el 17 de marzo de 1978. Fue un surfista y guardacostas hawaiano.

## Vida
Eddie Aikau nació en la isla hawaiana de Maui, pero se trasladó a la de Oahu con su familia en 1959.
Eddie fue el primer salvavidas de Waimea Bay, Hawái. Como surfista destacó por su capacidad para surfear olas grandes. Ganó premios como el Duke Kahanamoku Invitational Surfing Championship en 1977, donde participaban los mejores surfistas del mundo en ese momento: Barry Kanaiaupuni, Terry Fizgerald, Mark Richards y Shaun Tompson (campeones del mundo estos dos últimos).
Eddie participó en una expedición en 1978 que cubría la travesía entre Hawái y Tahití para rescatar las tradiciones y cultura del pueblo hawaiano y rehacer la ruta hecha por los polinesios, en una tentativa por revalorizar las tradiciones y la propia cultura hawaianas.
La "Polynesian Voyaging Society" organizó la expedición y construyó la Hokulea, canoa-catamarán de 18 metros, réplica de la antigua embarcación utilizada por los polinesios, para partir del puerto de Magic Island con destino al Pacífico Sur.
Ya en alta mar, el capitán David Lyman (integrante de la primera expedición en 1976 con el mismo destino) notó que estaba entrando demasiada agua en la embarcación. La tripulación se puso a trabajar para deshacerse de la mayor cantidad de agua posible y de cualquier mercancía que no fuese vital, dado que comenzaba a verse en serio peligro de hundimiento. Los vientos y el oleaje eran cada vez más peligrosos, hasta que una de esas grandes olas volcó el Hokulea.
Eddie, acostumbrado a cualquier situación en el mar, se ofreció para ir en busca de ayuda ya que pensó haber visto la noche anterior luces que creyó eran de la isla de Molokai. Eddie partió en busca de ayuda junto con dos atletas; rechazó en un primer momento llevar chaleco salvavidas porque le molestaba para remar, pero al final accedió.
Algunas horas después de su partida, un navío costero se acercó en la dirección del Hokulea. Todos pensaron que Eddie había conseguido ayuda, pero el navío se quedó parado y reanudó su marcha sin percatarse de la presencia de los náufragos. Al día siguiente, fueron rescatados por la marina de los Estados Unidos. La búsqueda del cuerpo de Eddie Aikau y sus compañeros fue suspendida semanas después. Solo encontraron la tabla flotando en la zona.

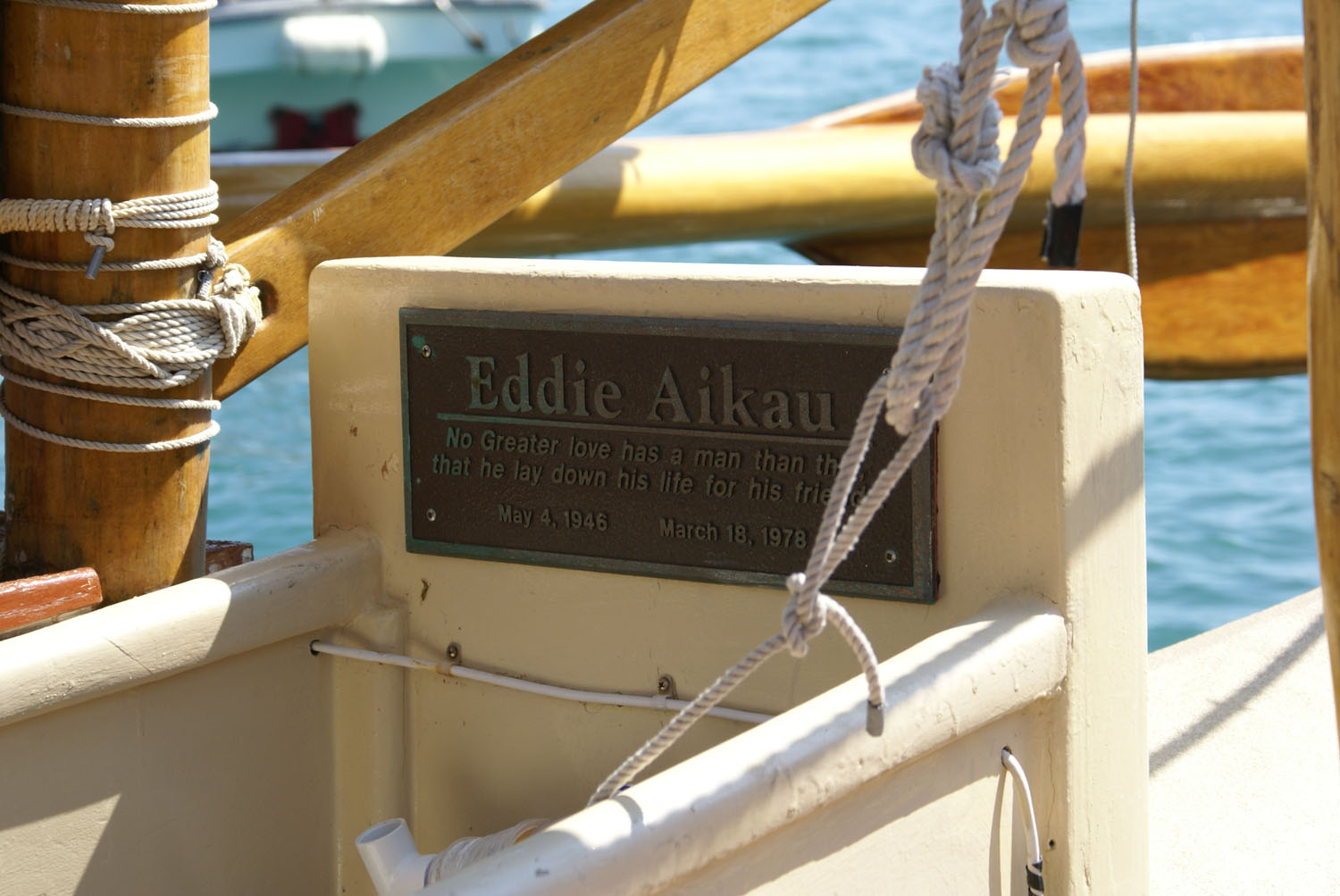
Placa conmemorativa de Eddie Aikau.

## Mito y recuerdo de Eddie Aikau
Eddie Aikau y la naturaleza hawaiana eran uno solo, interactuaban y representa fielmente la filosofía surfista de armonía perfecta entre La Ola y El Hombre.
En la Bahía de Waimea fue creado un campeonato para homenajear a una de las más bellas historias de la mitología del surf, incluyendo el memorial de Quiksilver, el Quiksilver Big Wave Invitational: In Memory of Eddie Aikau, que lleva celebrándose desde 1986 por la compañía australiana. El evento comienza con una ceremonia donde los surfistas invitados se dirigen al mar, y gritando el nombre del hawaiano forman un círculo y arrojan sus collares de flores al centro.
El campeonato dura sólo un día y se realiza cuando las olas alcanzan una altura de 25 pies (7,5 metros). Es un gran homenaje al hombre que perdió la vida tratando de buscar ayuda para salvar a sus compañeros.
La historia de Eddie también llega a los libros, donde Stuart Coleman llevó su vida al libro Eddie Would Go: The story of Eddie Aikau, Hawaiian Hero (Eddie iría: La historia de Eddie Aikau, héroe hawaiano).
Es, junto con Duke Kahanamoku, los dos surfistas cuyo misticismo ha pasado a la historia viva del surf.